# Prince Ibeh
Prince Chinenye Ibeh (* 3. Juni 1994 in London, Vereinigtes Königreich) ist ein US-amerikanischer Basketballspieler.

## Laufbahn
Der in London geborenen US-Amerikaner mit nigerianischen Wurzeln zog im Alter von fünf Jahren nach Texas. Er begann erst mit 14 Jahren mit dem Basketball, zuvor spielte er American Football und betrieb Leichtathletik. In Texas spielte er an der Naaman Forest High School in Garland und von 2012 bis 2016 an der University of Texas für die Texas Longhorns in Austin. In seinem letzten Jahr am College spielte er im Schnitt 18 Minuten und blockte zwei Würfe pro Partie. Außerdem wurde er als bester Verteidiger der Big-12-Conference ausgezeichnet.
Im Juni 2016 meldete er sich zum Draft an, wurde aber nicht ausgewählt. Im Juli 2016 bestritt er vier Spiele für die Milwaukee Bucks in der NBA Summer League in Las Vegas.
Am 3. April 2017 unterschrieb Ibeh einen Vertrag mit den Brooklyn Nets, wurde aber bereits nach einem Tag frühzeitig aus seinem Vertrag entlassen. Im Juli 2017 spielte er drei Spiele für die Brooklyn Nets in der NBA Summer League.
In der Saison 2017/18 spielte er für die Long Island Nets in der G-League.  In 32 Spielen (15 mal in der Starting Five) kam er im Durchschnitt auf 11,5 Minuten und 3 Punkte, 2,9 Rebounds und 1,4 Blocks.
Im Oktober 2018 verpflichteten die Yokohama B-Corsairs aus Japan Ibeh. Im Januar 2019 verletzte er sich bei einem Spiel und wurde Ende Februar frühzeitig aus seinem Vertrag entlassen. Er wechselte zu NorthPort Batang Pier aus Manila (Philippinen) in die PBA. Im April 2019 wechselte er seine Wurfhand und warf fortan mit der linken Hand, da er aufgrund einer fehlerhaften Knochenanordnung die rechte nicht vollkommen abknicken kann.
Im Juli 2019 unterschrieb Ibeh einen Vertrag für die Saison 2019/20 beim deutschen Erstligisten Hamburg Towers. Er erzielte am 30. September 2019 im Spiel gegen den FC Bayern München die ersten Bundesliga-Punkte in der Hamburger Vereinsgeschichte.